# 1247
Cette page concerne l'année 1247  du calendrier julien.
L'année 1247 est une année commune qui commence un mardi.

## Événements
- 16 juin : le sultan d’Égypte Malik al-Salih Ayyoub reprend Tibériade[1].
- 15 octobre : le sultan d’Égypte Malik al-Salih Ayyoub reprend Ascalon et la Galilée orientale. Maître de Damas, il rétablit sa suzeraineté sur Homs, luttant pour le contrôle de la Syrie avec son cousin, maître d’Alep[1].

- Le roi malais Candrabhanu de Tambralinga attaque le sud de l'île de Ceylan (aujourd'hui Sri Lanka) mais est défait par le roi cinghalais Parakramabahu II (règne 1236-1270)[2].
- Le mathématicien chinois Qin Jiushao publie le Théorème des restes chinois[3].

### Europe
- 3 janvier : Ottokar Premyls de Bohême devient margrave de Moravie, qui est rattachée à la Bohême[4].
- Février : les troupes castillanes menées par l'infant Alfonso et Diego López de Haro interviennent au Portugal pour soutenir le roi déposé Sanche II qui s'est retranché à Coimbra. Ce dernier doit cependant abdiquer et se retire à Tolède[5]. Son frère Alphonse III le Boulonnais, régent depuis 1245, monte sur le trône du Portugal. Il répudiera sa femme Mahaut de Boulogne et sera excommunié à son tour.
- 16 juin : la révolte de Parme contre l'empereur Frédéric II rallume la guerre en Italie. Les exilés guelfes s'emparent de la ville[6].
- 29 juillet : Haakon IV est couronné roi de Norvège à Bergen par le cardinal Guillaume de Sabina[7].
- 3 octobre : Guillaume de Hollande est élu roi des Romains par les partisans du pape en compétition avec Frédéric II (fin de règne en 1256)[8].

- Le roi Béla IV de Hongrie établit les chevaliers de Saint-Jean-de-Jérusalem en Valachie pour en faire un rempart contre les Tatars[9].
- En France, nomination d'enquêteurs pour réformer les abus royaux[10].

- Le cardinal-légat Guillaume de Sabina fait établir un mandement pour l’Islande, pour que le pays serve le roi de Norvège. Celui-ci désigne officiellement Thordhr Kakali, un Sturlungr, pour le représenter en Islande[11].
- Brandr Jónsson (is) devient abbé de Thykkvabær (1247-1262) et futur évêque de Hólar, qui aspire à la paix, milite pour la soumission de l’Islande à la couronne norvégienne[12].